# Friedrich Middelhauve
Friedrich Middelhauve (* 17. November 1896 in Siegen, Westfalen; † 14. Juli 1966 in Bad Mergentheim, Baden-Württemberg) war ein deutscher Verleger und Politiker der FDP. Er gehörte von 1946 bis 1958 dem Landtag Nordrhein-Westfalen, 1949–1950 und 1953–54  dem Bundestage an. Von 1954 bis 1956 war er nordrhein-westfälischer Wirtschafts- und Verkehrsminister, von 1947 bis 1956 Landesvorsitzender der FDP Nordrhein-Westfalen und 1952 bis 1956 stellvertretender Bundesvorsitzender der FDP. Er galt als führender Vertreter des nationalliberalen Flügels in der Partei, indem er versuchte, eine „Nationale Sammlung“ rechts von der CDU zu begründen, die insbesondere auch NS-Funktionäre aufnehmen sollte. Middelhauve war daneben Gründer und Inhaber des Westdeutschen Verlages.

## Leben und Beruf
Middelhauve war der Sohn des Reichsbahn-Oberingenieurs Louis Middelhauve (1870–1950) und dessen Frau Maria Friederike, genannt Julie (* 1874). Nach seinem Abschluss am Realgymnasium in Solingen-Ohligs wurde er 1916 zum Kriegsdienst eingezogen. Bis zum Ende des Ersten Weltkriegs diente er als Dolmetscher im Kriegsgefangenenlager Wesel. Nach einem Studium der deutschen Literatur, Geschichte und Kunstgeschichte in Marburg, Münster, Bonn und Köln promovierte Middelhauve 1921 mit einer Arbeit über Adalbert Stifters Roman „Der Nachsommer“ an der Universität zu Köln zum Dr. phil. Er arbeitete danach zunächst als selbständiger Buchhändler in Wiesdorf (seit 1930 zu Leverkusen) und ab 1922 als Verleger. 1924 gründete er eine Druckerei in Opladen. 1938 übernahm er ein Papierverarbeitungswerk in Köln.
Friedrich Middelhauve war 1947 Gründer und Inhaber des gleichnamigen schöngeistigen Verlages, der als erster die Werke von Heinrich Böll veröffentlichte. Diesen Verlag führte später seine Tochter Gertraud unter ihrem Namen. Mit dem Westdeutschen Verlag in Opladen gründete Middelhauve außerdem einen der führenden sozialwissenschaftlichen Verlage Deutschlands (er ging 2004 mit dem Wiesbadener Verlag Leske + Budrich im VS Verlag für Sozialwissenschaften auf, seit 2012 Springer VS). Middelhauve war Mitglied der Vollversammlung der Industrie- und Handelskammer Solingen.
Middelhauve war ab 1928 mit der Opladener Gymnasiallehrerin Bertha Middelhauve geb. Reichert (1893–1988) verheiratet, die von 1948 bis 1959 FDP-Stadtverordnete in Leverkusen war und die Gründung des städtischen Museums für zeitgenössische Kunst in Schloss Morsbroich initiierte. Sie war Mitgründerin und von 1958 bis 1964 Bundesvorsitzende des Deutschen Frauenrings. Das Paar hatte drei Kinder: der promovierte Jurist Friedrich Middelhauve jun. (* 1931) führte den Verlag und die Druckerei des Vaters in Opladen fort; Gertraud Middelhauve (1929–2004) war Verlegerin und Kinderbuchautorin; und Mechthild Ruf geb. Middelhauve.

## Parteitätigkeit
Friedrich Middelhauve war in der Weimarer Republik Mitglied der aus der liberalen DDP hervorgegangenen Deutschen Staatspartei (DStP). Er war stellvertretender Vorsitzender des Wahlkreises Düsseldorf-Süd und Vorsitzender des Kreisverbandes Rhein-Wupper der DStP. Während des Nationalsozialismus war er nicht politisch aktiv.
Im Oktober 1945 gründete Middelhauve zuerst die Deutsche Aufbaupartei in Opladen, die nach seiner Vorstellung die Kräfte der früheren DDP, DVP und – „hier allerdings mit Einschränkung“ – DNVP aufnehmen sollte. Er überführte diese jedoch im Januar 1946 in die FDP und gehörte schnell mit Franz Blücher, Hermann Höpker-Aschoff und Erich Mende zu deren Führungsfiguren im Rheinland. Er war Vorsitzender der FDP Nordrhein, die im Mai 1947 mit dem westfälischen Landesverband zur FDP Nordrhein-Westfalen fusionierte. Bei einer Kampfabstimmung im August 1947 setzte sich der vom rechten Parteiflügel unterstützte Middelhauve gegen den linksliberalen Westfalen Gustav Altenhain durch und war anschließend bis 1956 Landesvorsitzender. Zur Landtagswahl 1950 ging Middelhauves FDP eine Listenverbindung mit der „Nationalen Rechten“ von Lothar Steuer ein. Von 1950 bis 1956 war er zudem Mitglied im FDP-Bundesvorstand und von 1952 bis 1956 stellvertretender Bundesvorsitzender. Er war außerdem Vizepräsident der Deutschen Gruppe der Liberalen Weltunion, der späteren Liberalen Internationale.
Middelhauve hatte über Ernst Achenbach engen Kontakt zum rechtsextremen Kreis um Werner Naumann, der einen innerparteilichen Umsturz plante, aber von der britischen Besatzungsmacht Anfang 1953 aufgedeckt wurde. Mit Achenbach und diversen ehemaligen Nationalsozialisten entwarf Middelhauve auch das nationalistisch geprägte Deutsche Programm („Aufruf zur Nationalen Sammlung“), das bei der Abstimmung auf dem FDP-Bundesparteitag 1952 in Bad Ems an der Ablehnung der Landesverbände Hamburg, Bremen und Baden-Württemberg scheiterte.
Nach dem Coup der sogenannten Jungtürken (Wolfgang Döring, Hans Wolfgang Rubin, Walter Scheel und Willi Weyer) im Jahr 1956, die nach Absprache mit Thomas Dehler den CDU-Ministerpräsidenten Karl Arnold mit einem konstruktivem Misstrauensvotum ablösten und durch den SPD-Politiker Fritz Steinhoff ersetzten, legte Middelhauve, der innerparteilich als Ziehvater der Jungtürken galt, sein Amt als Landesvorsitzender nieder und zog sich mit Auslaufen seines Landtagsmandates zwei Jahre später aus der Politik zurück. Im Gegensatz zum sogenannten Ministerflügel um August-Martin Euler, der 1956 die  Freie Volkspartei bildete, blieb Middelhauve jedoch bis zu seinem Tode Parteimitglied.
Von 1962 bis zu seinem Tod war er Mitglied des Beirats der Friedrich-Naumann-Stiftung.

## Abgeordneter
Von 1946 bis 1958 war Middelhauve Abgeordneter im Landtag Nordrhein-Westfalen. 1946/47 war er auch Stadtrat in Leverkusen. Als Vorsitzender der FDP-Landtagsfraktion (1946–1954) war Middelhauve 1947 bis 1950 Oppositionsführer gegen die CDU-SPD-Zentrums-Regierung von Karl Arnold. Von 1949 bis zum 17. Oktober 1950 und von 1953 bis zum 10. September 1954 gehörte Middelhauve zusätzlich dem Deutschen Bundestag an.

## Öffentliche Ämter
Von 1954 bis 1956 war Middelhauve stellvertretender Ministerpräsident und Minister für Wirtschaft und Verkehr Nordrhein-Westfalens im Kabinett Arnold III aus CDU, FDP und Zentrum.
Der Nachlass Middelhauves wird im Landesarchiv Nordrhein-Westfalen Abteilung Rheinland verwahrt und bildet dort den Bestand RWN 0172.